# Johanneskerk (Twekkelo)
De Johanneskerk in de Overijsselse plaats Twekkelo werd in 1951 gebouwd als kerkgebouw en gemeenschapshuis in opdracht van de Armenstaat Twekkelo.

## Beschrijving
Het kerkje in Twekkelo kwam in 1951 tot stand in opdracht van de Twekkelose "Armenstaat", een sinds 1752 bestaande organisatie voor armenzorg in Twekkelo voor de hervormde gemeenschap. De bouwplannen voor de kerk zijn gemaakt door de architecten Jan de Groot en K. Wijma. Zij ontwierpen een kleine symmetrisch vormgegeven zaalkerk. Aan beide lange zijden bevinden zich drie rechthoekige ramen met glas in lood onder een dakje. Beide zijden heb elk ook een vierkant venster voorzien van glas in lood. Ook de achtergevel aan de oostzijde is voorzien van een rechthoekig raam. De ingang bevindt zich aan de westzijde onder een afdak. In 2009 werd de kerk uitgebreid met een aanbouw ten behoeve van het "Kulturhus" voor het organiseren van culturele activiteiten.
De kerk heeft vanaf 1951 dienstgedaan voor het houden van protestantse kerkdiensten. Door het dalend aantal kerkgangers wordt er nog maar eenmaal per vijf weken op de zondag gebruikgemaakt van het gebouw voor het houden van een kerkdienst, maar daarnaast heeft het gebouw van meet af aan ook bredere functie voor de plaatselijke gemeenschap gehad. De gemeente Enschede heeft de kerk in 1998 aangewezen als een locatie waar het burgerlijk huwelijk kan worden voltrokken. Ook vinden er concerten, lezingen en exposities plaats.